# Berrig
Berrig (bretó: Berrig, francès: Berric, pronunciat [bɛʁik]) és un municipi bretó, situat al regió de Bretanya, al departament d'Ar Mor-Bihan. L'any 2006 tenia 1.378 habitants.

## Demografia
| 1962                                       | 1968 | 1975 | 1982 | 1990 | 1999  |
| ------------------------------------------ | ---- | ---- | ---- | ---- | ----- |
| 681                                        | 725  | 698  | 814  | 816  | 1.027 |
| Des de 1962: població sense dobles comptes |      |      |      |      |       |

## Administració
| Període | Identitat     | Partit |
| ------- | ------------- | ------ |
| 2001-   | André Fegeant |        |